# 弗拉默朗
弗拉默朗（法語：Flammerans）是法国科多尔省的一个市镇，属于第戎区（Dijon）奥克松县（Auxonne）。该市镇总面积16.55平方公里，2009年时的人口为416人。

## 人口
弗拉默朗人口变化图示